# Stephan Weidauer
Stephan Weidauer (Stuttgart, 1951) is een eigentijds Duits componist, muziekpedagoog, musicoloog, dirigent en fagottist.

## Levensloop
Weidauer kreeg al tijdens zijn opleiding aan het Eberhard-Ludwigs-Gymnasium te Stuttgart ook lessen voor fagot bij Walter Schilpp, piano bij Marianne Schmidhäuser en dirigeren bij Hanns Grischkat. Op 15-jarige leeftijd dirigeerde hij een klein kamerorkest. 
Hij studeerde aan de Staatliche Hochschule für Musik und Darstellende Kunst Stuttgart in Stuttgart fagot bij Hermann Herder en Frits Wolken alsook aan de Eberhard Karls Universiteit te Tübingen musicologie. Weidauer was ook deelnemer aan cursussen voor dirigeren bij Alfred Reed, Richard Strange en Heinz Friesen. 
Weidauer was fagottist bij het toenmalige Heeresmusikkorps 10 te Ulm en verzorgde met dit orkest een optreden tijdens de Olympische Zomerspelen 1972 te München. 
Ervaringen als musicus zamelde hij in het orkest van het Theater Ulm (1975-1977) en werd aansluitend solo-fagottist aan het Saarländische Staatstheater te Saarbrücken. Als solist en kamermusicus deed hij concertreizen door Europa, Egypte, Georgië, Zuid-Korea, Japan en in 2006 en 2007 naar de Volksrepubliek China.
Als dirigent is hij verbonden sinds 1994 bij het Stadtorchester 1865 "Harmonie" Sankt Wendel. Hij was onder andere gast-dirigent tijdens het 3rd Seoul Concert Band Festival in 1997 en meerde malen studie-leider voor houtblazers bij de Bläserphilharmonie Südwest en in 2005 en 2006 bij het Landesjugendblasorchester Rheinland-Pfalz.
Sinds 1987 is hij als docent fagot aan de Hochschule für Musik Saar alsook aan de muziekschool van Saarbrücken. Verder is hij gast-docent aan de Hochschule für Musik Trossingen in Trossingen, aan het Nordkolleg Rendsburg, aan het Royal Conservatory of Music Birmingham in Birmingham (Engeland), aan de Internationale Akademie Estland, aan het Conservatoire de Musique Luxembourg en aan de Chinese conservatoria te Peking, Shenyang, Shanghai, Xi'an, Chengdu, Changchun, Chongqing en Ürümqi.
Van 1993 tot 2003 was hij voorzitter van de International Double Reed Society (IDRS) Deutschland e.V.. 
Naast bewerkingen van klassieke werken (Georg Junge: Ein fideler Geselle, voor fagot en klein harmonieorkest [1994]; Georg Junge: Fantasie über "Im tiefen Keller", voor fagot en harmonieorkest [1997]; Franz Lehár: "Dein ist mein ganzes Herz" uit de operette "Land des Lächelns", voor tenor en harmonieorkest [1997]; Giacomo Puccini: "Un bel dí vedremo" uit de opera "Butterfly", voor sopraan en harmonieorkest [2002]; Sergej Prokofjev: Marsch 
uit "Die Liebe zu den drei Orangen", voor harmonieorkest [2002]; Klaus Doldinger: Tatort
titelmelodie uit de televisieserie voor harmonieorkest [2003]; Josef Gabriel Rheinberger: Marcia Religiosa, voor harmonieorkest [2007]; Enrique Soro Barriga: "Queca" Nr.3 uit "Aires Cilenos", voor harmonieorkest [2008]) schreef hij ook eigen werken voor harmonieorkest. 